# Марко Форментіні (плавець)
Марко Форментіні (італ. Marco Formentini; нар. 3 липня 1970) — італійський плавець.
Учасник Олімпійських Ігор 1996 року.
Призер Чемпіонату світу з водних видів спорту 2001, 2007 років.
Чемпіон Європи з водних видів спорту 1993 року.
Призер літньої Універсіади 1993, 1997 років.